# 胡証
胡证（758年—828年），字启中，河中府河东县（今山西永济市）人，唐朝官员。
唐德宗贞元五年（789年）登进士第，出任河中节度使浑瑊的从事。以殿中侍御史出任韶州刺史，因为母亲年老而推辞，改任太子舍人。后任山南东道节度使于頔的掌书记，检校祠部员外郎。唐宪宗元和四年（809年），历官侍御史、左司员外郎、长安县令、户部郎中。田弘正归顺朝廷，兼任御史中丞、魏博节度副使，依旧兼任太子左庶子，入朝为左谏议大夫。元和九年（814年），以党项寇边，胡证有安边才略，授振武军节度使。元和十三年（818年）入朝为金吾卫大将军，兼任御史大夫。唐穆宗长庆元年（821年），以本官检校工部尚书充回纥和亲使，护送太和公主出嫁回纥，不辱使命。使还，拜工部侍郎。唐敬宗即位，改京兆尹。宝历初，拜户部尚书、判度支，固辞，宝历二年（826年），拜岭南节度使。唐文宗大和二年（828年）在岭南节度使任上去世，追赠左仆射。因为在广州为官，家中很多岭南的珍奇异货，甘露之变时，禁军抢劫他的家产，他的儿子胡溵被仇士良所杀。